# Concert per a contrabaix (Tubin)
El Concert per a contrabaix, ETW 22, va ser escrit per Eduard Tubin per encàrrec del virtuós contrabaixista estonià Ludvig Juht. Tubin va completar el concert el 31 de maig de 1948. La peça es va interpretar per primera vegada amb acompanyament de piano a Rockport, Massachusetts, el 19 de juliol del mateix any. La part solista va ser interpretada per Ludvig Juht i la pianista va ser Sofia Stumberg. La primera interpretació amb acompanyament orquestral va tenir lloc a Bogotà el 5 d'abril de 1957. Manuel Verdeguer va ser el solista i l'Orquestra Simfònica de Colòmbia va ser dirigida per Olav Roots. El concert té una durada aproximada de 18 minuts.

## Moviments
- Allegro con moto
- Andante sostenuto (attacca)
- Allegro non troppo, poco marciale (attacca)

## Origen i context
El Concert per a contrabaix va ser encarregat a Eduard Tubin per Ludvig Juht, un destacat contrabaixista estonià que treballava a l'Orquestra Simfònica de Boston als Estats Units des de 1934, que va presentar l'encàrrec en una primera carta l'11 de novembre de 1946. Tubin va acabar el concert el 31 de maig de 1948, però durant aquest any i mig hi ha una història interessant de col·laboració transoceànica.
Tubin s'havia refugiat a Suècia el 1944. La tardor de 1947, Ludvig Juht en una gira de concerts va visitar Estocolm i va retrobar els antics amics músics estonians que havien arribat a Suècia, entre ells el destinatari de la petició del concert. Després d'un recital a la sala de concerts, Juht va quedar amb Tubin per demostrar les capacitats i els límits del seu contrabaix. Juht va marxar i Tubin va començar a escriure el concert ajudat per una sèrie de cartes entre els dos músics.

Tubin coneixia a Juht des dels anys vint, quan Tubin era el director de l'Orquestra Vanemuine de Tartu i Juht hi tocava el contrabaix amb una gran personalitat i ingularitat. Dels records de Tubin: 
| «              | Era 1918-1921 quan Juht tocava a l'Orquestra Vanemuine. Els altres feien la seva tasca amb una calma estoica, Juht era sempre en moviment, la seva gran mà movent-se amunt i avall pel coll de l'instrument, a vegades inclinat sobre l'instrument, com si l'abracés. Recordo el concert independent de Juht. Durant tota la nit va lluitar amb el seu gran instrument, literalment va lluitar amb ell, però va treure sons que ningú havia sentit abans d'un contrabaix. | » |
| — Eduard Tubin | |   |

## Representacions
Quan Ludvig Juht va anar per estrenar el concert a Boston es va trobar amb la negativa del director de l'Orquestra Simfònica de Boston, Serge Koussevitzky, un excontrabaixista de la Filharmònica de Berlín i que ell mateix havia escrit un concert per a contrabaix. Juht va haver de fer la primera actuació acompanyat al piano per la pianista Sofia Stumberg i mai no va poder tocar el seu propi concert amb una orquestra. Les seves cartes que va enviar a Tubin expliquen la seva gran frustració.
La primera actuació amb una orquestra es va fer a Bogotà el 8 de març de 1957 amb l'Orquestra Simfònica de Colòmbia amb el contrabaixista valencià Manuel Verdeguer com a solista i amb el director d'orquestra Olav Roots, que s'havia exiliat a Colòmbia. Verdeguer la va tocar diverses vegades en altres ciutats sud-americanes com Buenos Aires i Caracas. Amb el temps s'ha convertit probablement en l'obra orquestral més interpretada d'Eduard Tubin.
El 1973, es va publicar a Moscou una versió d'una impremta pirata del concert amb acompanyament de piano, i les 1.500 còpies es van esgotar ràpidament. A la Unió Soviètica es va fer obligatori per als estudiants de contrabaix estudiar el concert. El contrabaixista rus Leopold Andreiev en va realitzar un enregistrament per al segell Melodija de Moscou amb el jove director Neeme Järvi.

## Instrumentació
El Concert per a contrabaix està escrit, a part de l'instrument solista per a una orquestra gran estàndard, concretament: 2 flautes, 2 oboès, 2 clarinets, 2 fagots, 4 trompes, 3 trompetes, 3 trombons, 1 tuba, percussió, arpa i cordes.